# Phyteuma pyrenaeum
Phyteuma pyrenaeum är en klockväxtart som beskrevs av fader Sennen. Phyteuma pyrenaeum ingår i släktet rapunkler, och familjen klockväxter. Inga underarter finns listade i Catalogue of Life.